# Wangbu
Wangbu är en köping i sydöstra Kina. Den ligger i Yingde i staden Qingyuan i provinsen Guangdong, omkring 130 kilometer norr om provinshuvudstaden Guangzhou. Antalet invånare är 51 420. Befolkningen består av 25 141 kvinnor och 26 279 män. Barn under 15 år utgör 18,0 %, vuxna 15-64 år 72 %, och äldre över 65 år 8,0 %.